# St. Marien und Andreas (Rathenow)

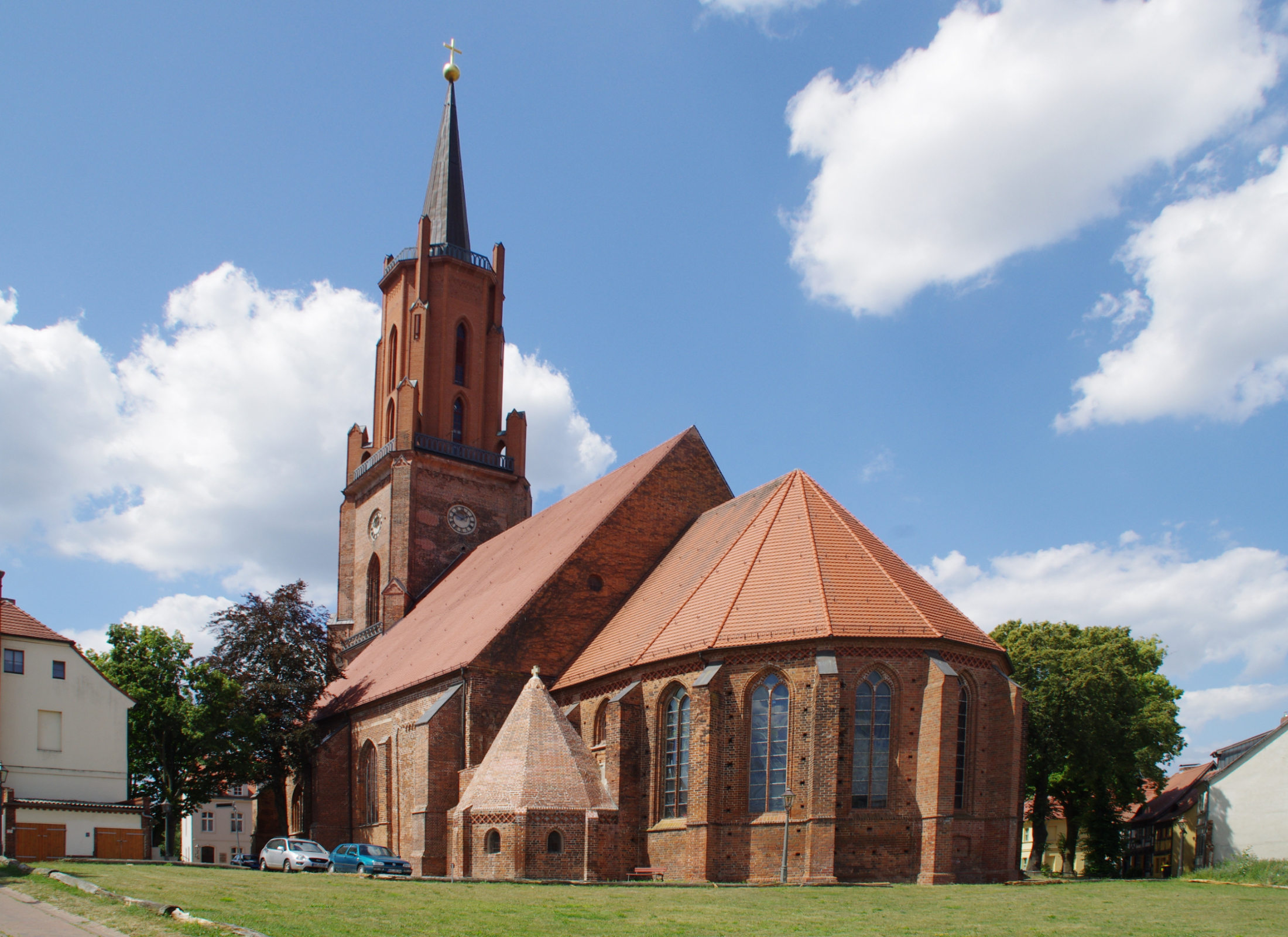
St. Marien und Andreas in Rathenow

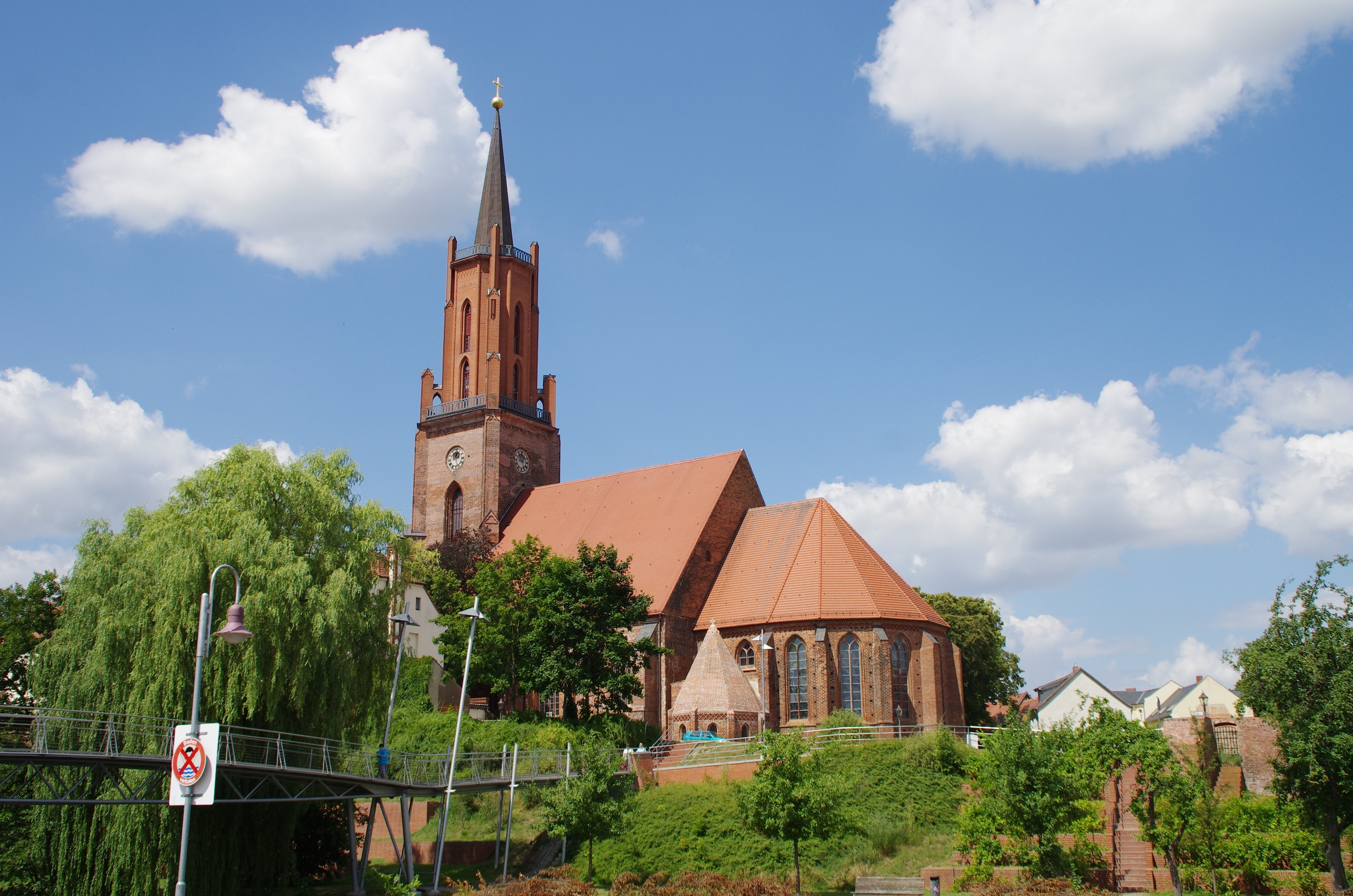
Südostansicht

Die evangelische Stadtkirche St. Marien und Andreas ist eine gotische Backsteinkirche in Rathenow im Landkreis Havelland im Land Brandenburg. Sie gehört zur Kirchengemeinde Rathenow im Kirchenkreis Nauen-Rathenow der Evangelischen Kirche Berlin-Brandenburg-schlesische Oberlausitz und ist auch als Stadtkirche Rathenow bekannt. Nach schweren Zerstörungen im Zweiten Weltkrieg ist die Wiederherstellung noch nicht abgeschlossen. Kirchenbesichtigung und Turmaufstieg sind täglich bis 17 Uhr möglich.

## Geschichte

### Baugeschichte
Der spätromanische Vorgängerbau der heutigen Kirche stammt aus dem frühen 13. Jahrhundert und war bereits in Backstein errichtet. Es handelte sich um eine kreuzförmige Pfeilerbasilika mit einem kurzen Schiff, einem vermutlich quadratischen Chor mit Hauptapsis und einem querrechteckigen Westturm. Von diesem Bauwerk sind nur Teile des Querschiffs erhalten. Der Neubau begann in der zweiten Hälfte des 14. Jahrhunderts und umfasste den Hallenumgangschor mit polygonalem Schluss aus sieben Seiten eines Zwölfecks. Zwei Kapellen am geraden Chorjoch entstammen ebenfalls dieser Bauphase. Die Grundrissgeometrie der Choranlage und die Details der Ausbildung sind wahrscheinlich am Vorbild des zur selben Zeit entstandenen Chors der St.-Nikolai-Kirche in Spandau orientiert. In den Jahren 1517 bis 1562 erfolgte nach einer Inschrift am nordwestlichen Portal der Umbau des Langhauses zur spätgotischen Hallenkirche durch den Meister Andreas Lindemann, bei dem die Seitenschiffsmauern in die Flucht der ehemaligen Querhausfassaden gerückt wurden.
Der frühe neugotische Westturm wurde nach einem Entwurf von Carl Wilhelm Redtel in den Jahren 1824 bis 1828 anstelle des ursprünglichen Westbaus erbaut. Ein aufwändigerer Entwurf aus dem Jahr 1821 von Karl Friedrich Schinkel wurde verworfen.

### Zerstörung und Wiederaufbau

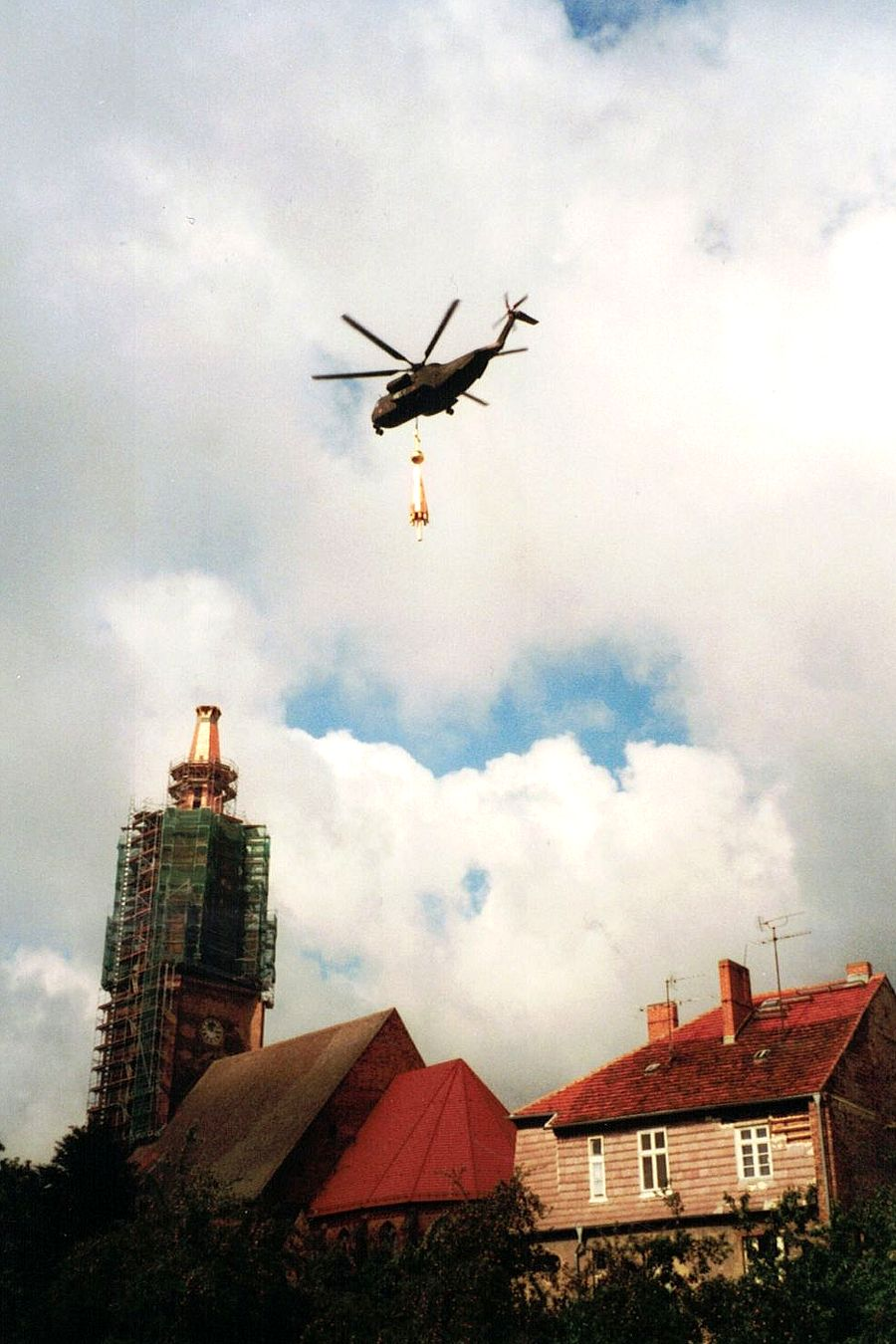
Wiederaufbau der Turmspitze im September 2001

Am 27. April 1945 brannte die durch Brandgranaten getroffene Kirche mit großen Teilen des Inventars bis auf die Umfassungsmauern aus. Der Turm wurde durch Artilleriebeschuss stark beschädigt. Die Gewölbe des Mittelschiffs, des Chores und der Marienkapelle wurden zerstört. Die Chorpfeiler sind ebenfalls verloren.
Das Langhaus wurde in den Jahren 1950 bis 1959 mit einer Flachdecke über dem Mittelschiff behelfsmäßig instand gesetzt und durch eine Mauer vom Chor abgetrennt. Die westlichen Joche der Seitenschiffsgewölbe wurden abweichend vom ursprünglichen Zustand als Kreuzgewölbe wiederaufgebaut. In den Jahren 1990 bis 1998 wurde der Chor in reduzierter Form wiederhergestellt. Die Mittelschiffsgewölbe wurden 2010, das Gewölbe in der Marienkapelle 2011 wiederaufgebaut.
Das beschädigte Turmobergeschoss musste 1972 abgetragen werden. Im September 2001 wurde der Turm wiederhergestellt. Im Chor sollen künftig die Gewölbe wiederhergestellt werden. Im Jahr 2024 werden im Innenraum erhebliche Renovierungsarbeiten durchgeführt. Bei diesen Arbeiten wurden sechs Säulenfüße freigelegt, die zum ursprünglichen Hallenumgangschor gehörten und zu dieser Zeit bei Prozessionen begangen wurde.

## Architektur

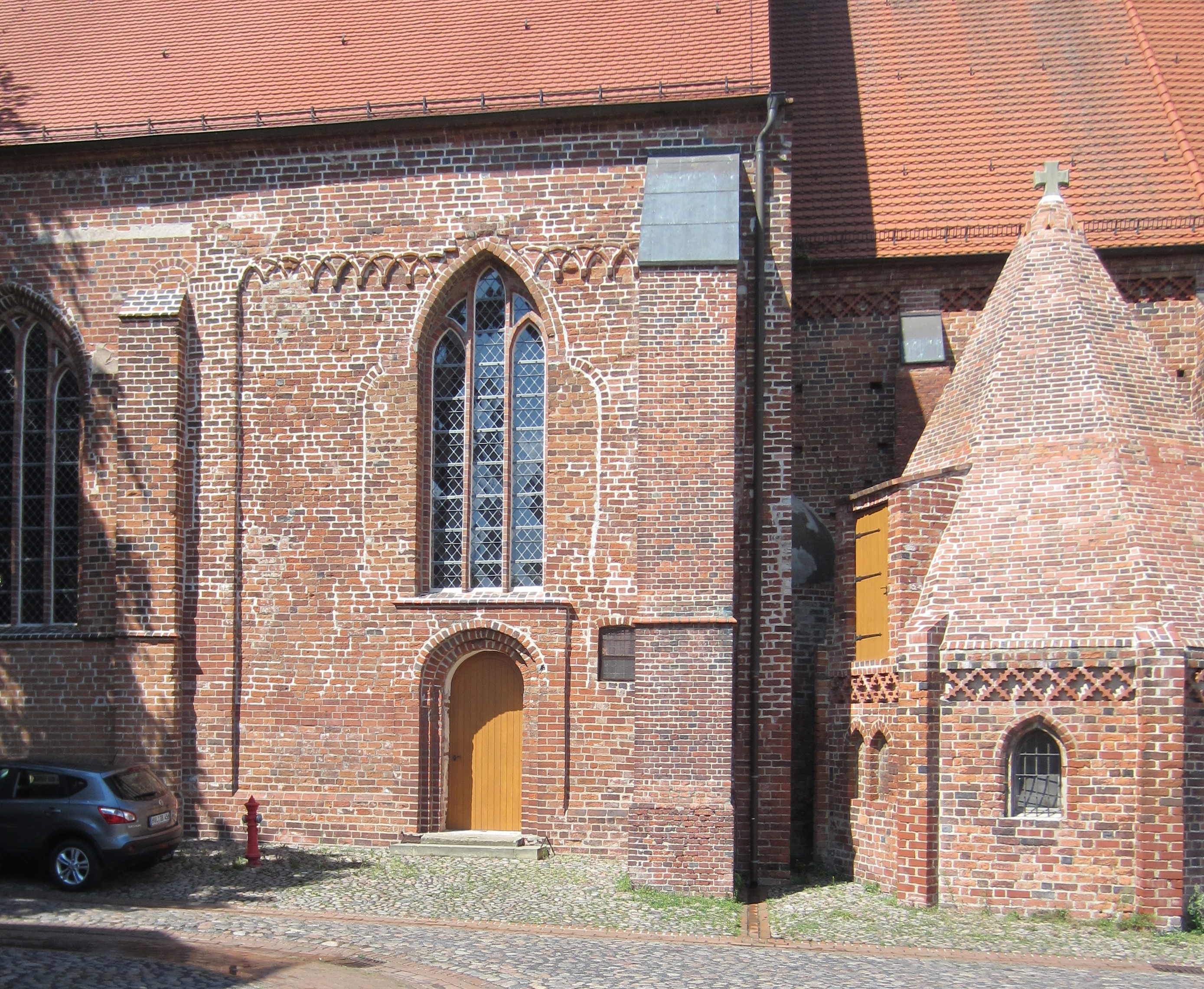
Reste der romanischen Südquerhausfassade mit Rundbogenportal

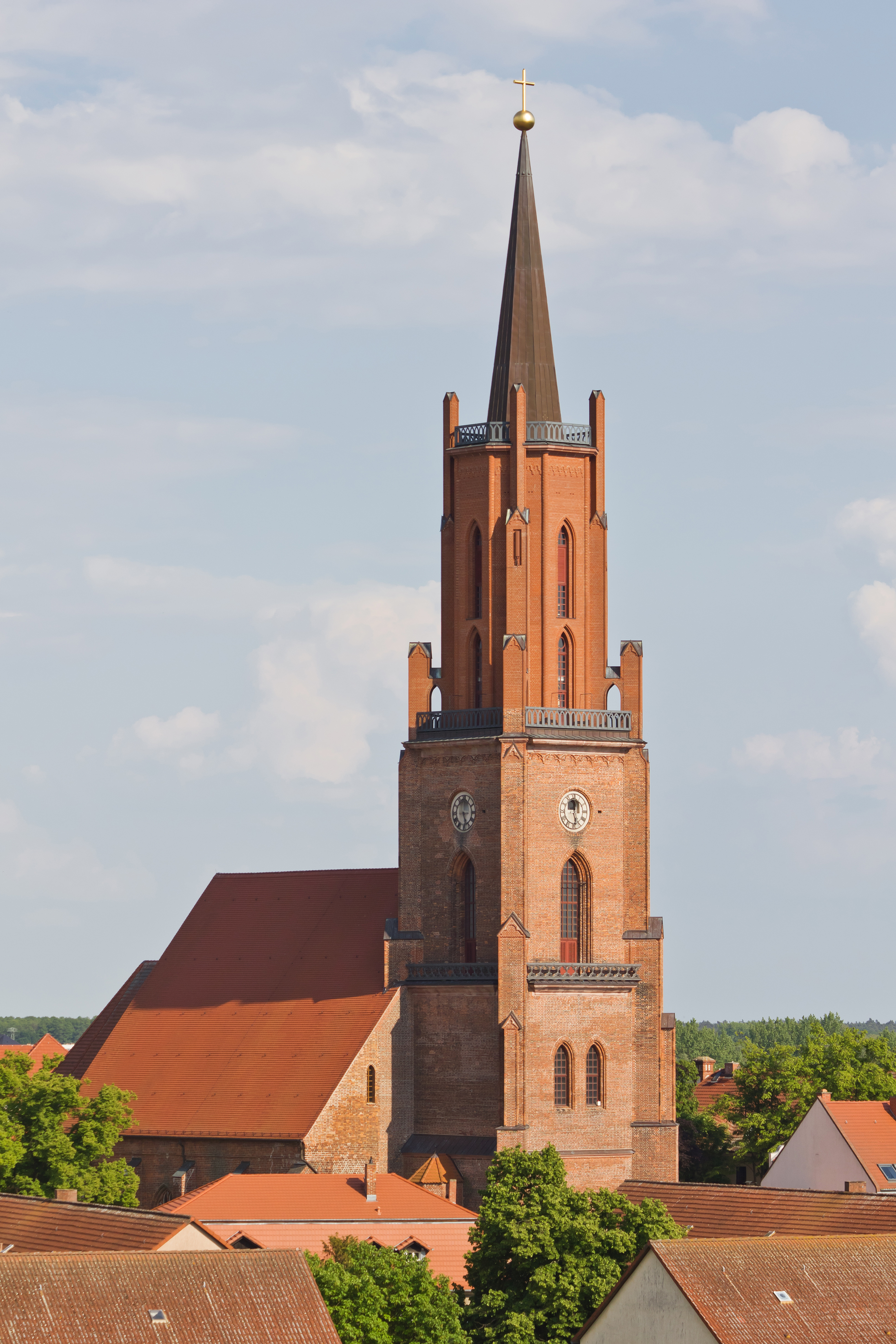
Ansicht von Nordwest

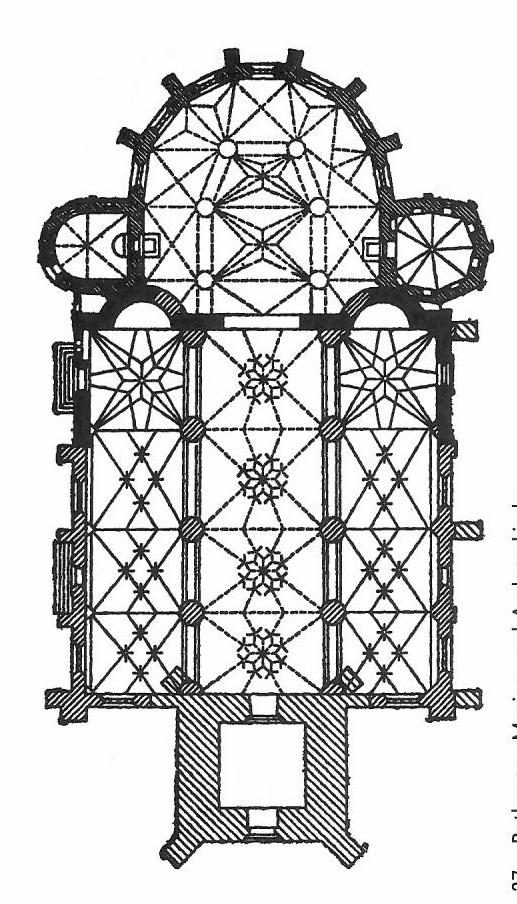

### Äußeres
Das vierjochige dreischiffige Langhaus ist im Äußeren schlicht mit vierteiligen Fenstern gestaltet, in Nord- und Südwand ist im zweiten Joch von Osten jeweils ein Portal mit flankierenden Kreisblenden angeordnet. Die Stirnseiten des ursprünglichen Querhauses, die mit Kreuzbogenfries und Deutschem Band gegliedert waren, sind im Mauerwerk des ersten Jochs von Osten deutlich zu erkennen. In diesem Joch findet sich je ein rechteckig gerahmtes Stufenportal. Das nördliche ist gedrückt spitzbogig, das südliche rundbogig.
Der Chor wurde im Äußeren weitgehend wiederhergestellt und ist durch ursprünglich dreiteilige Fenster, Strebepfeiler und einen Maßwerkfries unter dem Hauptgesims gegliedert. Die Choraußenwände setzen an den ehemaligen halbkreisförmigen Nebenapsiden des Querhauses an. Diese Nahtstellen werden verdeckt durch zwei Chorwinkelkapellen. Die südliche Andreaskapelle ist ein unregelmäßiges achteckiges Polygon mit einem steilen massiven Pyramidendach und wird als Sakristei verwendet. Die nördliche Marienkapelle ist rechteckig mit einem Halbkreisschluss nach Norden und bildet eine Vorhalle mit einem gestuften Spitzbogenportal. Das Obergeschoss mit reicher Blendenarchitektur zwischen fein profilierten Pfeilern wurde 1907 weitgehend erneuert und besitzt ein ursprünglich ebenfalls massives Kegeldach. Der neugotische, quadratische Westturm zeigt spitzbogige Öffnungen und abgetreppte Eckstrebepfeiler und ein wiederhergestelltes Turmobergeschoss mit Spitzhelm. Er ist 75,40 m hoch; die Aussichtsplattform am Fuß des im Jahr 2001 aus drei Segmenten unter Benutzung eines Hubschraubers zusammengesetzten Turmhelms befindet sich in 51 m Höhe.

### Inneres
Das Innere ist eine geräumige Halle mit reich profilierten Arkaden auf Rundpfeilern und dazugehörigen Wandpfeilern, die durch ansteigende Spiralbänder aus glasierten Ziegeln geschmückt sind. Die Längs- und Westwände der Seitenschiffe werden durch segmentbogige Nischen gegliedert. In der ehemaligen Ostwand des Querhauses ist noch der spätromanische Triumphbogen erhalten, der von den Nebenapsiden in den Seitenschiffen flankiert wird. Die Seitenschiffe zeigten ursprünglich in den drei westlichen Jochen Parallelrippengewölbe und im östlichen Joch Sterngewölbe, die Mittelschiffsjoche achtteilige Rippengewölbe mit Scheitelsternen. Im Chor waren ursprünglich Sterngewölbe im Mittelschiff und im Umgang Dreistrahlgewölbe eingezogen. Die Chorpfeiler und -gewölbe sind nicht mehr vorhanden. Die südliche Andreaskapelle ist mit einem Rippengewölbe auf niedrigen Konsolen geschlossen.

## Ausstattung

### Altar, Kanzel und Orgel
Von der alten Ausstattung wurden der Altar des 19. Jahrhunderts mit Ausnahme des älteren Altargemäldes von Bernhard Rode, die Barockkanzel von 1709, die Orgel mit Prospekt von Christoph Treutmann dem Jüngeren 1778 und Werk von Johann Friedrich Turley 1844 (umgebaut durch Alexander Schuke 1902) und die Renaissanceemporen vernichtet.
Erhalten ist ein dreiteiliger Flügelaltar aus der Zeit um 1380, der zwischen 1922 und 1925 restauriert wurde. Er zeigt im Schrein fünf edel gestaltete und komponierte Schnitzfiguren von Maria und vier weiblichen Heiligen, die als die Virgines capitales gedeutet werden. In den Zwickeln der bekrönenden Wimperge sind Engel gemalt. Auf den Innenseiten der Flügel sind in Temperamalerei sechs Apostel von einem Meister unter böhmischem Einfluss (ähnlich der Predella des Böhmischen Altars im Brandenburger Dom) dargestellt.

### Ölgemälde Christus vor dem Hohen Rat
Ein großes Ölgemälde mit Christus vor dem Hohen Rat aus der Zeit um 1700 von einem niederdeutschen Maler ist mit einem Gemälde von Matthias Becker in der Kirche von Stölln (1701) vergleichbar. Weitere vergleichbare Bildmotive finden sich in Helmstedt (entstanden zwischen 1626 und 1645) und Tangermünde (1697). Das Rathenower Gemälde konnte noch nicht exakt datiert werden. Es könnte das älteste der genannten Bilder sein, aber auch noch vor dem Dreißigjährigen Krieg.
Es ist im Querformat gehalten und mit Rahmen ca. 2,50 m × 3,50 m groß. Die Darstellung zeigt einen Gerichtssaal, was an den umlaufenden und gegenüber dem Zentrum erhöhten Bänken erkennbar ist. An den drei Seiten sitzen neunzehn Mitglieder des Hohen Rates der Juden aus der römischen Provinz Galiläa und diskutieren über Jesus Christus, der in der Mitte des Raumes sitzt. Durch diese Offenheit wird der Eindruck erweckt, der Betrachter säße ebenfalls mit in dem Raum und sei „damit aufgerufen, ebenfalls Stellung zu beziehen“. Jesus ist lediglich mit einem weißen Lendentuch bekleidet und an den Händen gefesselt; sein Oberkörper ist entblößt. Hinter ihm ist, erhöht Kajaphas zu sehen, umringt von den weiteren 18 Personen des Hohen Rates, die jeweils ein Schild vor sich stehen haben. Ihnen kann der Betrachter in mittelniederdeutscher Sprache ihre unterschiedlichen Ansichten zu dem Fall entnehmen. Sie reichen von der Vollziehung der Todesstrafe über eine Verbannung ins Exil bis zu einer Überstellung nach Rom. Auf der linken Seite des Bildes ist Pontius Pilatus unter einem Baldachin sitzend abgebildet, rechts daneben eine Wasserkaraffe. Sie symbolisiert seinen bekannten Ausspruch, er wasche seine Hände in Unschuld. Zu seiner Seite befinden sich rechts zwei Gerichtsschreiber. Der Urteilsspruch ist unterhalb des Bildes zu erkennen.
Bislang ist unklar, wer sowohl Maler des Bildes wie auch Auftraggeber war. Denkbar wäre, dass die städtischen Ratsherren das Gemälde in Auftrag gegeben haben. Das Gemälde und der Rahmen wurden 2023 restauriert.

### Weitere Kirchenausstattung
Das bereits erwähnte Altargemälde von Bernhard Rode von 1779 zeigt die Darbringung Christi im Tempel. Eine besondere Kostbarkeit ist ein spätromanischer vergoldeter Silberkelch, der vermutlich aus einer niedersächsischen Werkstatt stammt. Die gravierten Rundschilde der Kuppa sind thematisch auf die Reliefmedaillons am Fuß bezogen.
Das Epitaph für den Stadtschreiber Andreas Nesen und Ehefrau Anna aus dem Jahr 1571 zeigt ein Tafelbild mit dem Gleichnis vom barmherzigen Samariter und der ältesten Rathenower Stadtansicht über einer Inschriftkartusche; auf dem Predellenbild ist die Familie des Verstorbenen beiderseits neben dem Salvator mundi kniend dargestellt.
Eine Bronzeglocke mit Inschriftband wurde um 1400 gegossen. An der Nordwand der Kirche sind vier zusammengehörige Sandsteinepitaphien aus der Mitte des 18. Jahrhunderts mit reichem Rocailleschmuck und Putten erhalten.